# Ralph Allen
Ralph Allen (1693-29 de junio de 1764) fue un filántropo, funcionario de correos y mecenas inglés del siglo XVIII, íntimamente ligado a la ciudad de Bath. Fue bautizado en la mansión St Columb Major, en Cornualles, el 24 de julio de 1693.

## Biografía
De orígenes humildes, durante su adolescencia trabajó en la Oficina de Correos de su condado, que le permitió, en 1710, mudarse a Bath, donde ascendió hasta ser el jefe de correos de Bath en 1712, a la edad de 19 años. 
A la edad de 27 años, su situación había prosperado lo suficiente como para permitirle hacerse con una concesión gubernamental para gestionar los correos en el suroeste de Inglaterra durante 7 años. Esta concesión, que parecía prometer grandes beneficios, se mostró ruinosa: pasados los siete años, Allen no sólo no era más rico, sino que estaba al borde de la bancarrota. Al parecer, el antiguo sistema de postas inglés era altamente ineficaz, y suponía unos tremendos gastos de mantenimiento que dejaban muy poco beneficio. A pesar del fracaso, Allen no se desanimó, y consiguió extender su concesión al tiempo que acometía serias reformas del sistema postal británico.

### Reestructuración del sistema postal
En este sentido, cabe decir que en aquellos tiempos, en general, el franqueo de las cartas no lo pagaba el remitente, sino el receptor. Allen se percató de que el franqueo de paquetes postales de gran tamaño no estaba establecido, y que por ellos muchas veces los receptores sólo pagaban el precio de enviar una carta: para prevenir esto, introdujo el sistema de firmar al recibir el paquete, como modo de controlar que lo que se enviaba era pagado convenientemente. También reestructuró las rutas postales, evitando que éstas pasaran innecesariamente, como hasta entonces ocurría, por Londres. 

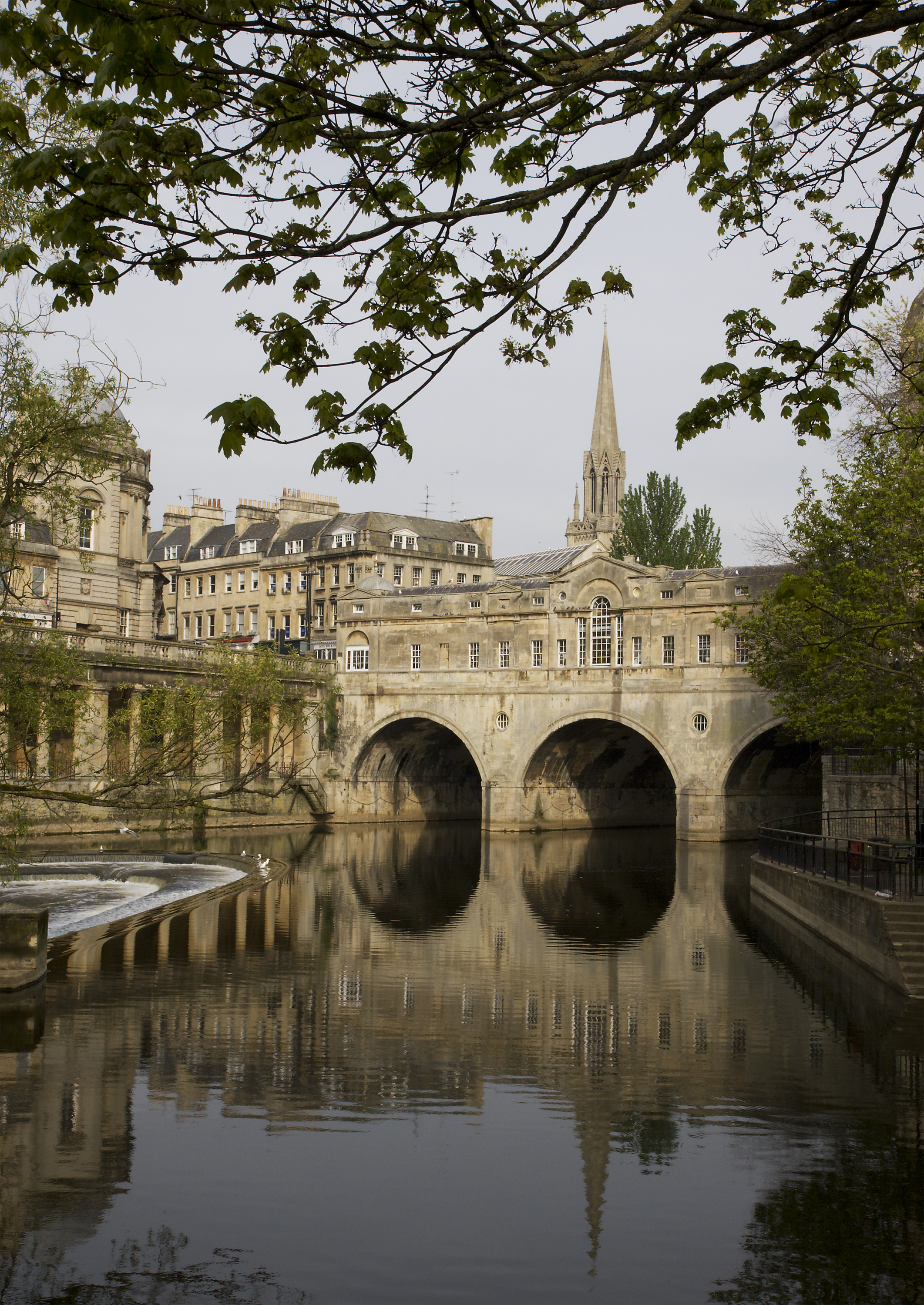
Una de las obras maestras de Robert Adam: el puente de Pulteney, Bath, construido bajo el patronazgo de Ralph Allen

Los éxitos del nuevo sistema no se hicieron esperar, y, hasta el final de su vida, gracias a su reputación Allen fue haciéndose con más y más concesiones de correos: en ese período se estima que ahorró al Estado 1.500.000 de libras esterlinas de la época (en torno a 150 millones de las actuales libras). Su fama creció además gracias a que, en 1715, y como funcionario de correos, denunció la existencia de una conspiración jacobita en su Cornuales natal: esto le valió el valioso y útil patronazgo del general Wade, quien le ayudó a hacerse con su primera concesión.

### Carrera artística
Allen residió buena parte de su vida en Bath. Gracias a la fortuna que se labró durante aquella, se convirtió en uno de los grandes patrones de las artes en la ciudad balneario. Contrató al arquitecto John Wood para embellecer la ciudad en estilo neoclásico georgiano y construirse una espléndida mansión, Prior Park House, en las afueras de Bath, al tiempo que se hacía con la propiedad de las canteras de Combe Down y las minas de Bathampton Down, de las cuales se extraería la característica piedra que hoy puede verse en la parte antigua de Bath; la propiedad de esas canteras serían la fuente de buena parte de su gran fortuna.

### Obras de bien público
Además, comenzó a ejercer la filantropía al destinar parte de su fortuna a la construcción de viviendas para sus empleados, a los que se las arrendaba a bajo precio, o incluso gratis como parte de su puesto laboral. También hizo construir de su bolsillo el Mineral Water Hospital (Hospital de Aguas Minerales, un hospital de beneficencia), en 1738. Aparte de construir viviendas de carácter social, la creciente fama del balneario de Bath fue aprovechada por Allen para promocionarlo y dedicarse a construir, con diseños de John Wood, las casas y mansiones de la nobleza y la gentry que acudía a tomar las aguas en la ciudad. El aspecto georgiano de Bath, con su característica sillería melada, es fruto de los esfuerzos de Allen, quien llegó a comprar buena parte de la ciudad para derribarla y reconstruirla según el modelo neoclásico.

### La mansión de Allen

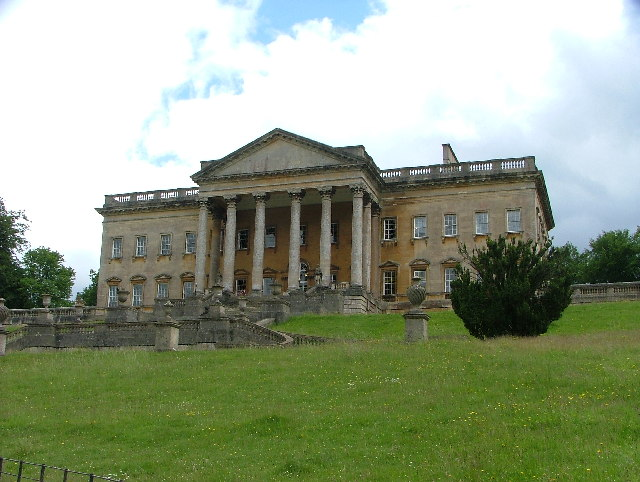
Prior Park House; mansión de Ralph Allen

La mansión de Allen en Bath, construida por Wood, no tenía paragón en su tiempo: Prior Park House, mansión de estilo Palladiano, se encontraba en la cima de la colina al noreste de la ciudad, desde la cual todavía hoy es visible. En dicha mansión se reunía la flor y nata de la sociedad inglesa de la época. Por ella se pasearon además intelectuales de la talla de Alexander Pope, quien en 1738 dedicaría a Allen un poema en el que, haciendo referencia a los humildes orígenes del filántropo, pasaba a alabarlo por su hospitalidad y responsabilidad social. Alexander Pope también diseñaría los jardines de Prior Park, admirados por su belleza paisajística.
A lo largo de su vida, de hecho, Allen ejerció la caridad como si de una religión se tratara, donando a obras de caridad grandísimas sumas de dinero. Por otro lado, ejerció el mecenazgo con muchos artistas y escritores de la época: los arquitecto John Wood padre e hijo, los también arquitecto Robert Adam y William Chambers, pintores como el joven Joshua Reynolds, el propio Pope, el dramaturgo John Gay, el escritor Henry Fielding (quien se basó en Allen para crear al personaje del squire Allworthy en su novela Tom Jones) y su hermana la también escritora Sarah Fielding, lady Elizabeth Montagu, Charlotte Lennox, el arquitecto John Pepys,... todos fueron recibidos por Allen y recibieron de él patronzago y ayuda.

### Trayectoria política
El respeto que se ganó de los ciudadanos de Bath le valió para ser elegido miembro del parlamento por la ciudad y alcalde de la misma en 1742, y desde entonces no se desligó nunca de la función municipal de la ciudad hasta poco antes de su muerte a los 72 años en esa misma ciudad, a la que dedicó su vida.